# 李思穆
李 思穆（り しぼく、生没年不詳）は、中国の南北朝時代の官僚。字は叔仁。本貫は隴西郡狄道県。

## 経歴
南朝宋の晋寿・安東・東萊の3郡の太守を歴任した李抗（李宝の弟）の子として生まれた。草書や隷書を得意として、当時に名声があった。493年（太和17年）、漢中から一家を率いて北魏に帰順し、歩兵校尉に任じられた。母が死去したため、辞職して喪に服した。喪が明けると、都水使者として起用された。497年（太和21年）、孝文帝が南征の軍を起こすにあたって、思穆は本官のまま直閤将軍を兼ね、南陽への攻撃に従軍し、功績により伯の爵位を受けた。まもなく司徒司馬に任じられた。499年（太和23年）、彭城王元勰が定州刺史となると、思穆はその下で司馬となり、鉅鹿郡太守を兼ねた。景明年間、元勰が揚州刺史に転じると、思穆はやはり司馬をつとめた。元勰が刺史の任を解かれると、思穆は征虜将軍・太中大夫の位を受けた。京兆内史として出向し、京兆郡に在任すること8年、治績を挙げた。洛陽に召還されて光禄大夫の位を受けた。孝明帝の初年、平北将軍・中山郡太守に任じられ、赴任しないうちに安北将軍・営州刺史に転じた。在任中に死去した。享年は61。安西将軍・華州刺史の位を追贈された。永安年間、子の李奨が孝荘帝に親しく待遇されたことから、さらに思穆には衛将軍・中書監・左光禄大夫の位を追贈された。諡は宣恵といった。

## 子女
14人の男子があった。
- 李奨（字は道休、広平侯、中書侍郎・兼散騎常侍、黄門郎、司徒左長史、行瀛州事、北斉の天保初年に兼侍中、冀瀛滄三州大使、魏尹）
- 李斌（嫡子、後嗣、散騎侍郎、早逝）

## 伝記資料
- 『魏書』巻39 列伝第27
- 『北史』巻100 列伝第88